# Kateryna Joesjtsjenko-Tsjoematsjenko

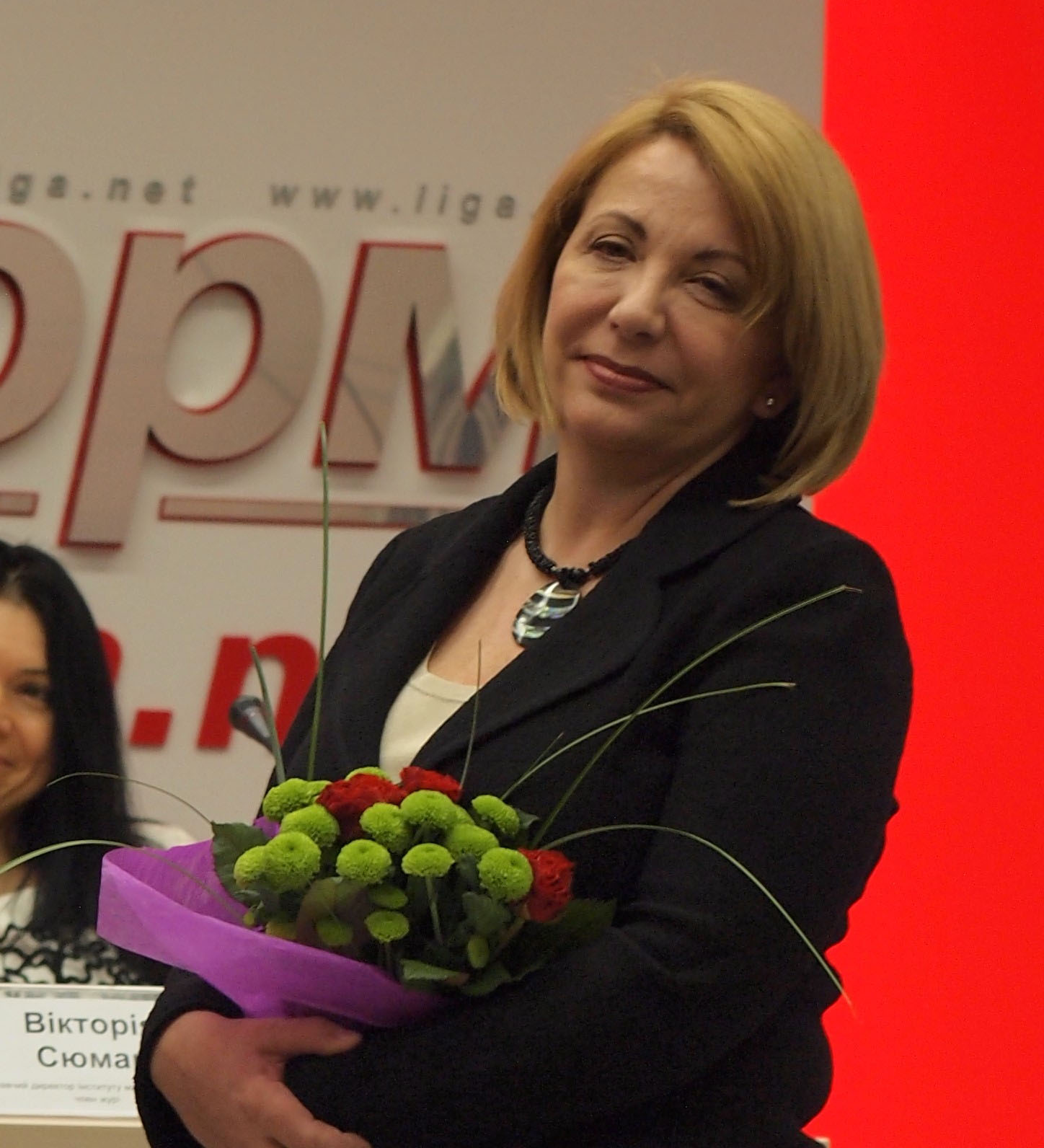
Kateryna Joesjtsjenko-Tsjoematsjenko

Kateryna Mychajlivna Joesjtsjenko-Tsjoematsjenko (Oekraïens: Катерина Михайлівна Ющенко-Чумаченко) (Chicago, 1 september 1961) is de huidige en tweede echtgenote van Viktor Joesjtsjenko, die in de jaren 2005-2010 president van Oekraïne was.

## Biografie
Kateryna werd geboren in Chicago als dochter van Mychajlo Tsjoematsjenko, geboren in 1917 in het dorp Zaitsivka, Oblast Charkiv. Hij vestigde zich in 1956 vanuit de Sovjet-Unie in de Verenigde Staten. Kateryna Joesjtsjenko heeft een BSc in Internationale Economie (cum laude) van de Georgetown University School of Foreign Service (1982) en een MBA International Finance and Public Non-Profit Management van de Universiteit van Chicago (1986).
Kateryna Joesjtsjenko werkte voor het Amerikaanse ministerie van Buitenlandse Zaken, als adviseur Mensenrechten en Humanitaire Zaken. Ze leerde Viktor Joesjtsjenko kennen toen ze voor KPMG werkte.
Als first lady van Oekraïne is ze zeer actief met onder meer humanitaire activiteiten. Via haar ‘Stichting Oekraïne 3000’ ondersteunt mevrouw Joesjtsjenko liefdadigheid in Oekraïne, met speciale aandacht voor gezondheidszorg voor kinderen, daklozen en wezen en voor het integreren van gehandicapten in de samenleving. Ook besteedt mevrouw Joesjtsjenko veel aandacht aan het promoten van de cultuur van Oekraïne, zowel in Oekraïne zelf als in het buitenland.
Op 31 maart 2005 werd bekendgemaakt dat Kateryna Joesjtsjenko is genaturaliseerd tot Oekraïense. Ze heeft haar Amerikaanse staatsburgerschap niet opgegeven. Tegenstanders van Joesjtsjenko beschuldigden haar ervan een doorgeefluik van Amerikaanse invloed en zelfs een agent van de CIA te zijn.
Kateryna is moeder van twee dochters en een zoon en stiefmoeder van Joesjtsjenko's dochter en zoon uit zijn eerste huwelijk.
Op 7 en 8 juni 2006 brachten president en mevrouw Joesjtsjenko een officieel bezoek aan Nederland. Mevrouw Joesjtsjenko bezocht op 8 juni Vlaardingen.